# Henri Frenay
Henri Frenay, född 19 november 1905 i Lyon, död 6 augusti 1988 i Porto-Vecchio, var en fransk politiker och en medlem av franska motståndsrörelsen.
Frenay besökte militärhögskolan École spéciale militaire de Saint-Cyr och han hade vid början av andra världskriget officersgraden kapten. I bergstrakten Vogeserna hamnade han i fångenskap. Frenay lyckades fly den 27 juni 1940 och han gav sig iväg till Marseille. När han under 1941 var aktiv i en spionageavdelning åt marskalk Philippe Pétain upptäckte han att Vichyregimen samarbetade med Nazityskland. Frenay växlade till motståndsrörelsen och han var i november 1941 en av grundarna av gruppen Combat. Trots flera politiska differenser samarbetade Frenay med Jean Moulin som enade de viktigaste motståndsgrupperna i Conseil national de la résistance. Flera franska politiker och ledare av motståndsrörelsen, inklusive Moulin, blev i juni 1943 tillfångatagna av tyskarna. Frenay rymde till Algeriet och där träffade han Charles de Gaulle. Han blev i november 1943 utnämnd som kommissarie för tillfångatagna, tvångsförflyttade och flyktingar i franska kommittén för den nationella befrielsen (Comité français de Libération nationale). Frenay fortsatte med uppgiften efter befrielsen och flytten till Paris.
Året 1945 blev Frenay affärsman.